# Igor Khorochev
Pour l’article homonyme, voir Khorochev.
Igor Khoroshev (en russe : Игорь Петрович Хорошев), né le 14 juillet 1965 à Moscou, est un claviériste russe vivant désormais aux États-Unis. Il est connu pour son passage au sein du groupe Yes sur ses albums Open Your Eyes et House of Yes: Live from House of Blues.

## Biographie
Igor Petrovitch Khoroshev nait à Moscou et prend des cours de piano dès l'âge de quatre ans, puis plus tard il apprendra à jouer d'autres instruments comme la guitare, le trombone et la batterie. Il a obtenu un diplôme en musique.
Au début des années 1990, il s'installe à Boston aux États-Unis, où il fait la rencontre de Benjamin Orr des Cars. Puis après avoir travaillé avec Carl Jacobson pour lequel il compose des musiques pour différents projets, ce dernier lui propose de faire la connaissance de Jon Anderson de Yes.
Il sort un premier album solo intitulé Piano Works en 1999, puis on le retrouve sur un album hommage à Emerson, Lake and Palmer, Encores, Legends & Paradox avec Peter Banks, Geoff Downes, John Wetton, Robert Berry et Tutti Quanti.

## Yes
En mars 2000, Igor et Jon Anderson travaillent ensemble sur un projet d'album, True Me True You qui doit sortir en novembre de la même année avec la possibilité d'une tournée en duo, mais le projet ne voit pas le jour et l'album reste sur les tablettes. Toutefois, à la suite du départ de Rick Wakeman après l'album Keys to Ascension 2, Jon présente Igor aux autres membres de Yes. Ainsi après une audition avec le groupe, il participe d'abord à l'album Open Your Eyes de Yes en 1997, en tant que musicien invité sur trois titres, Fortune Seller, No way we can lose et New state of mind. Il se retrouve donc aux côtés de Billy Sherwood qui joue aussi les claviers en plus de la guitare rythmique, Steve Porcaro est l'autre claviériste invité sur la pièce-titre. Puis il est intégré à part entière sur l'album suivant, The Ladder en 1999, ainsi que pour l'album live, House of Yes: Live from House of Blues en 2000.
Igor est remercié à la suite d'un concert au Nissan Pavilion de Washington DC, au cours duquel il s'en serait pris à deux femmes qui étaient des gardiennes de sécurité en tenue civile, les agressant sexuellement lors de pauses entre deux portions de concert. L'affaire se serait réglée hors cours mais les musiciens de Yes lui auraient ainsi signifié son départ immédiat du groupe.

## Discographie

### Yes

#### Albums studio
- 1997 : Open Your Eyes - Joue sur Fortune Seller, No way we can lose et New state of mind
- 1999 : The Ladder

#### Albums live
- 2000 : House of Yes: Live from House of Blues
- 2000 : The Masterworks
- 2000 : The Masterworks (Your Title)

#### Compilations
- 2000 : Yes, Friends And Relatives (Volume Two)
- 2002 : In a word : Yes
- 2002 : Yes-today
- 2003 : The Ultimate Yes — 35th Anniversary Collection
- 2004 : Topography
- 2011 : The Revealing Science Of God

### Solo
- 1999 : Piano Works

### Apparitions
- 1999 : Encores, Legends and Paradox, A Tribute to the Music of ELP - Artistes variés
- 1999 : Deja Blue... The Color of Love de Charlie Farren
- 1999 : Farrenheit III de Greasetown
- 2003 : Two Angels And A Dream de Depswa - Programmation.
- 2009 : The End of the Beginning de Like A Storm
- 2011 : With Shivering Hearts We Wait de Blindside - Arrangements des cordes, production.
- 2015 : Owner Of A Lonely Horn (Symphonic Tribute To Yes) de Arkady Shilkloper
- 2016 : Five de The Agonist - Arrangements des cordes, mix.
- 2017 : Vessels de Starset - Programmation des cordes, arrangements des cordes.

### Musique de film
- 2004 : Original Motion Picture Soundtrack From The Aryan Couple